# Wilhelm Schmalz
Wilhelm Schmalz (1 de março de 1901 - 14 de março de 1983) foi um militar da Alemanha nazista. Comandou a Divisão de elite "Herman Goering" de blindados da Luftwaffe, a partir da invasão aliada da Sicília na Segunda Guerra. A Divisão Herman Goering participou da contra-ofensiva alemã na Itália. Durante dois anos de batalhas, recuou até a Silésia Superior. Foi capturada, a norte de Dresden, pelos Aliados; Schmalz recebeu ordens para a rendição em 8 de maio de 1945. Libertado da prisão em 1950, Schmalz morreu em 1983, na cidade de Braunfels.
Schmalz foi condecorado pelo brilhantismo em combate com a Cruz de Cavaleiro da Cruz de Ferro no dia 28 de novembro de 1940, e em seguida condecorado com as Folhas de Carvalho em 23 de dezembro de 1943.